# Melipotis nigrobasis
Melipotis nigrobasis là một loài bướm đêm trong họ Erebidae.